# Rückleuchte

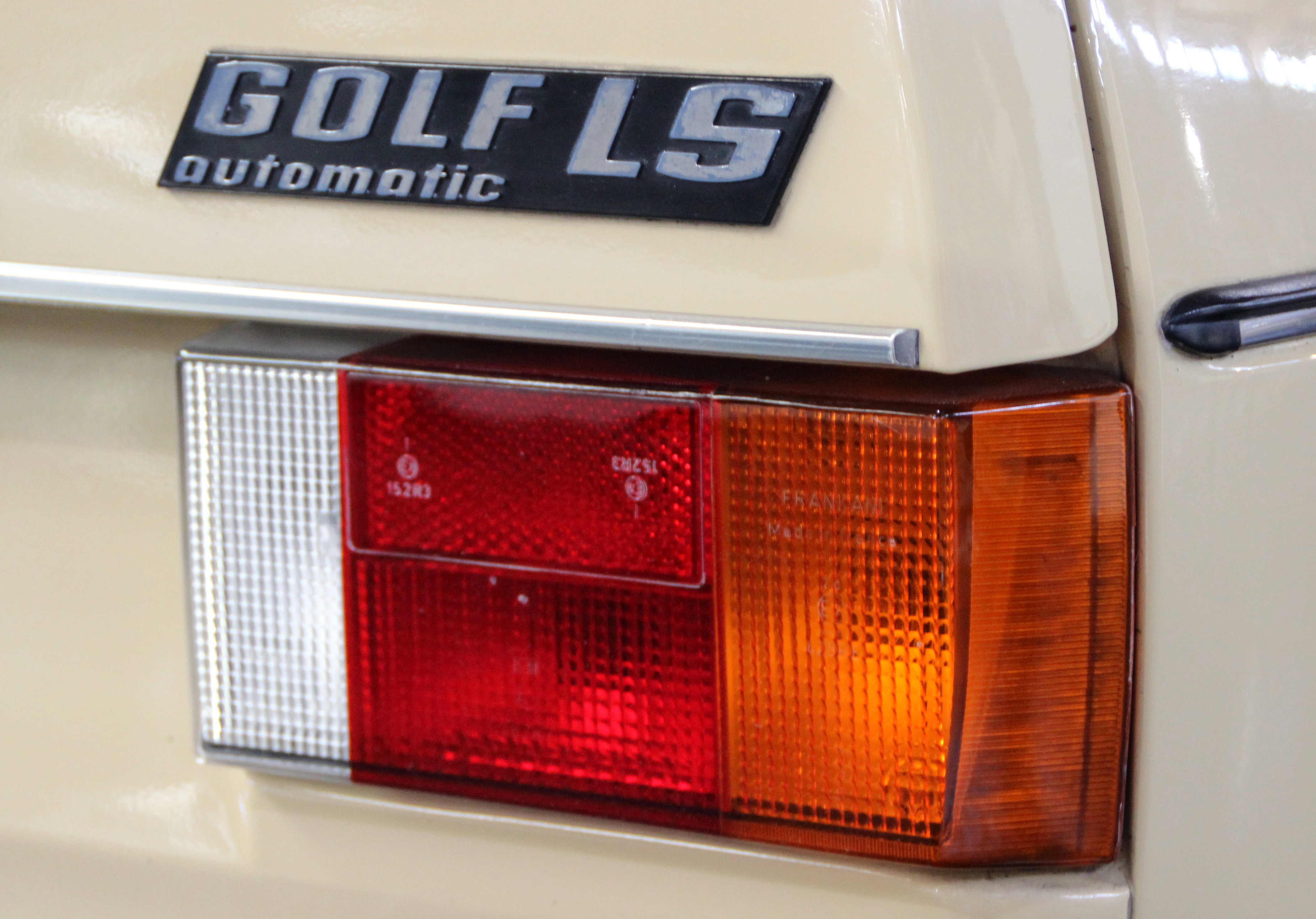
Rückleuchteneinheit eines VW Golf I

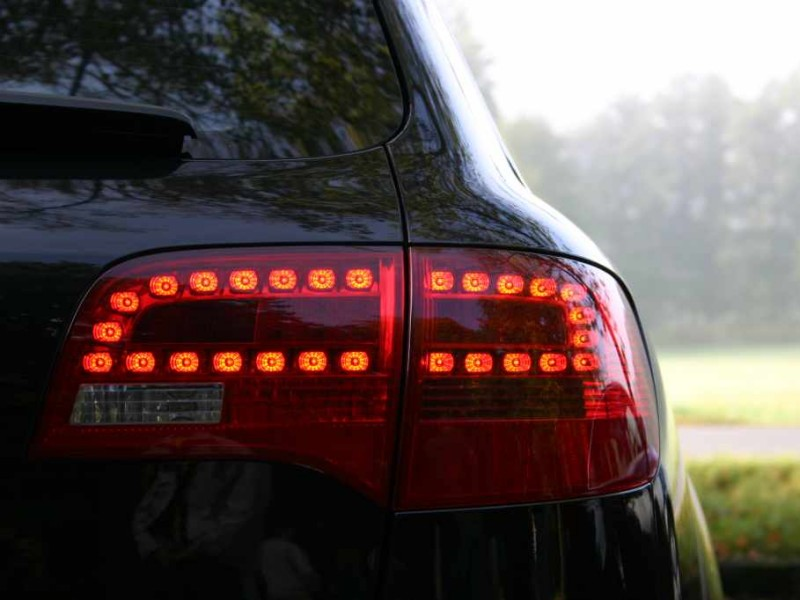
Rückleuchte mit LED-Technik eines Audi A6 Avant

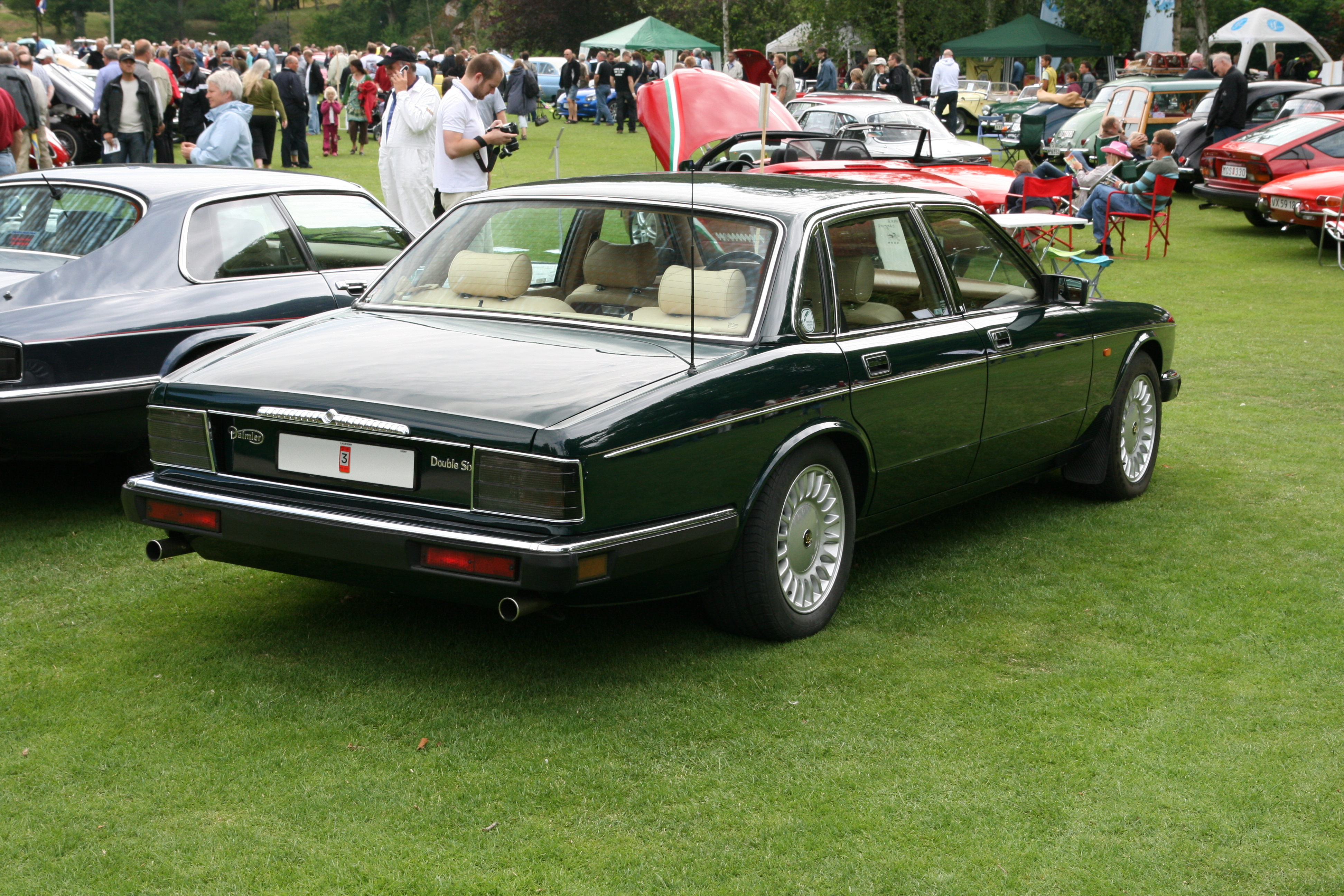
Daimler Double Six mit serienmäßig dunklen Rückleuchten. Die Rückleuchten leuchten nur im eingeschalteten Zustand in den jeweils geforderten Farben. Die separaten Rückstrahler und Nebelschlussleuchten im Stoßfänger müssen aber rot sein.

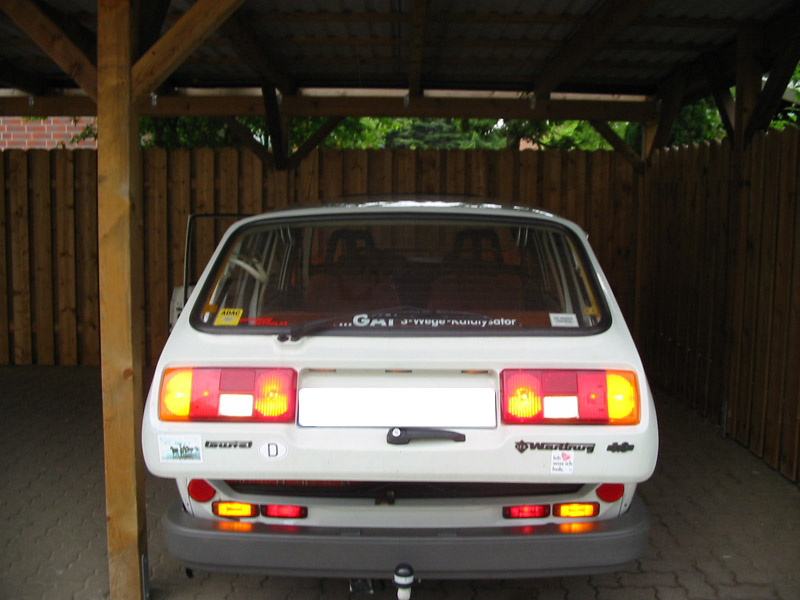
Rückleuchten in der Heckklappe, darunter ein zweites Paar, welches bei geöffneter Heckklappe leuchtet

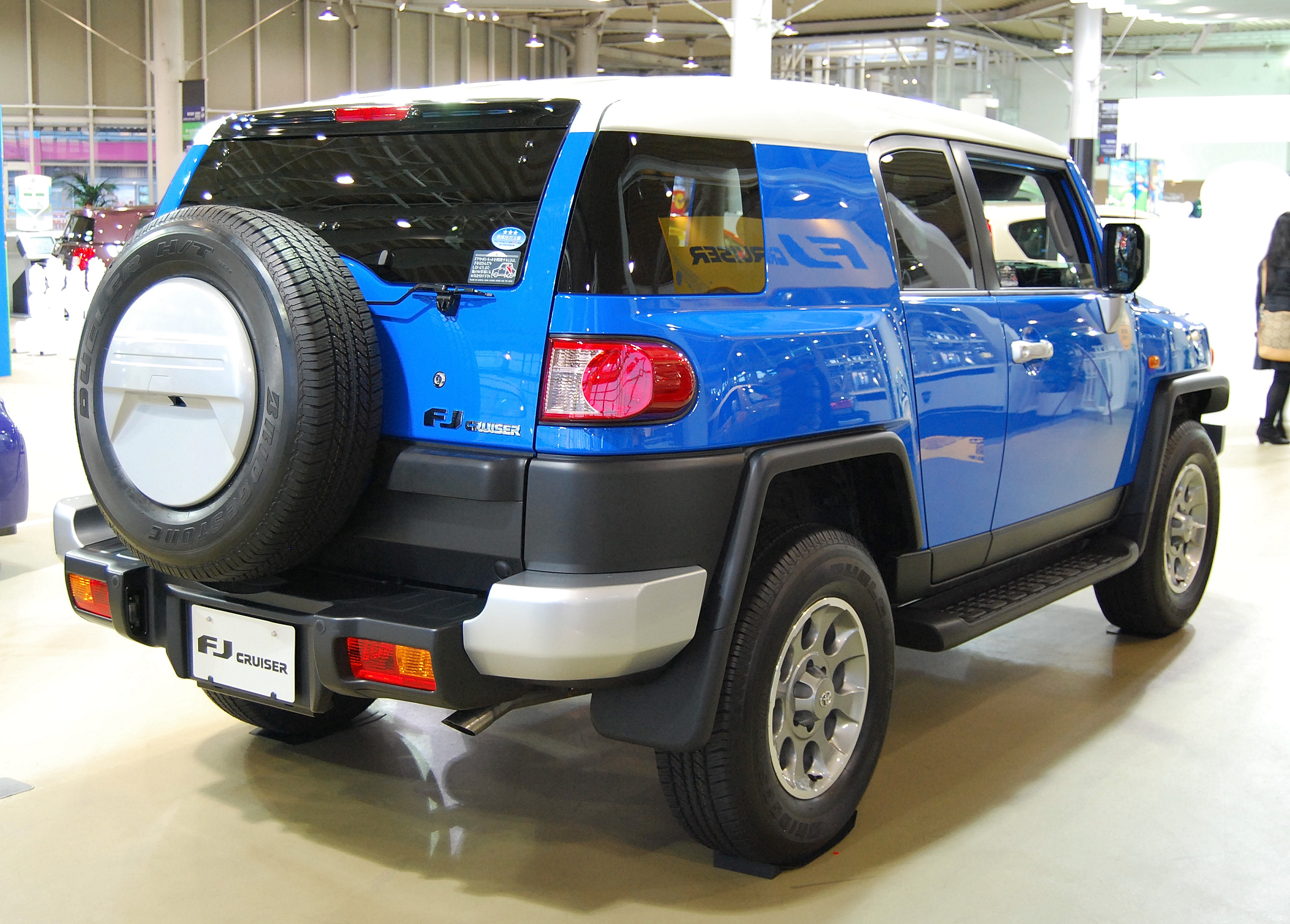
Dieser Toyota FJ Cruiser wurde ursprünglich für den nordamerikanischen Markt entwickelt. Dort spielt es keine Rolle wenn von schräg hinten betrachtet eine Rückleuchte durch das Reserverad verdeckt wird. Für den Verkauf dieses Fahrzeugs im Gültigkeitsbereich der ECE-Regelungen ist aber auch von schräg hinten betrachtet eine Sichtbarkeit der Fahrtrichtungsanzeiger sowie der Brems- und Schlussleuchten gefordert. Deswegen wurden die Rückleuchten bei diesem Modell teilweise in den Bereich des Stoßfängers unterhalb des Reserverads verlegt.

Rückleuchten sind der Teil der Fahrzeugbeleuchtung, die an der hinteren Grenzkontur eines Fahrzeuges zu finden und nach hinten gerichtet sind.
Angefangen bei einem Fahrrad-Rücklicht bis hin zu Multifunktions-Leuchteneinheiten an PKWs, Transportern und LKWs sind Rückleuchten sehr vielfältig.
Klassisch zu finden sind Rückleuchten als Leuchteneinheiten, die in der Regel in einer Kunststoff-Baueinheit mehrere Funktionen vereinen, die durch einzelne Glühlampen in unterschiedlichen Lampensockeln realisiert sind.
In früheren Jahrzehnten wurde das Auswechseln defekter Rückleuchten oft durch Abnehmen der Verbundkunststoffscheibe an Rändelschrauben ermöglicht. Seit den 1980er Jahren werden die Rücklichter zunehmend so gebaut, dass man eine Glühlampe ohne Werkzeug vom Fahrzeuginnenraum aus wechseln kann.
Funktionen bei Kraftfahrzeugen sind:
- Schlusslicht, (umgangssprachlich Rücklicht) (rot, 5 oder 10 Watt dauerleuchtend; zusammen mit den vorderen Begrenzungsleuchten auch Standlicht genannt)
- Bremsleuchten (rot, 21 W)
- Fahrtrichtungsanzeiger, (umgangssprachlich Blinker) (orange, 21 W, bis Ende 1969 auch in Rot zulässig, seit den 1990er Jahren oft mit weißem Deckglas und orangefarbener Glühlampe realisiert)
- Rückfahrleuchte (weiß, 21 oder (seltener) 16 W)
- Nebelschlussleuchten (rot, 21 W oder 19 bzw. 24 W mit HP-Glühlampen), 36 W bei manchen Oldtimern,
- Seitenmarkierungsleuchten (gelb oder rot, 3, 5 oder 10 W, zusammen mit dem Schlusslicht)
- teils Kennzeichenleuchten (weiß, 5 W)

Die Lichtstärken (in Candela) aus verschiedenen Betrachtungswinkeln werden durch den Gesetzgeber festgelegt (z. B. in der ECE- oder SAE-Norm).

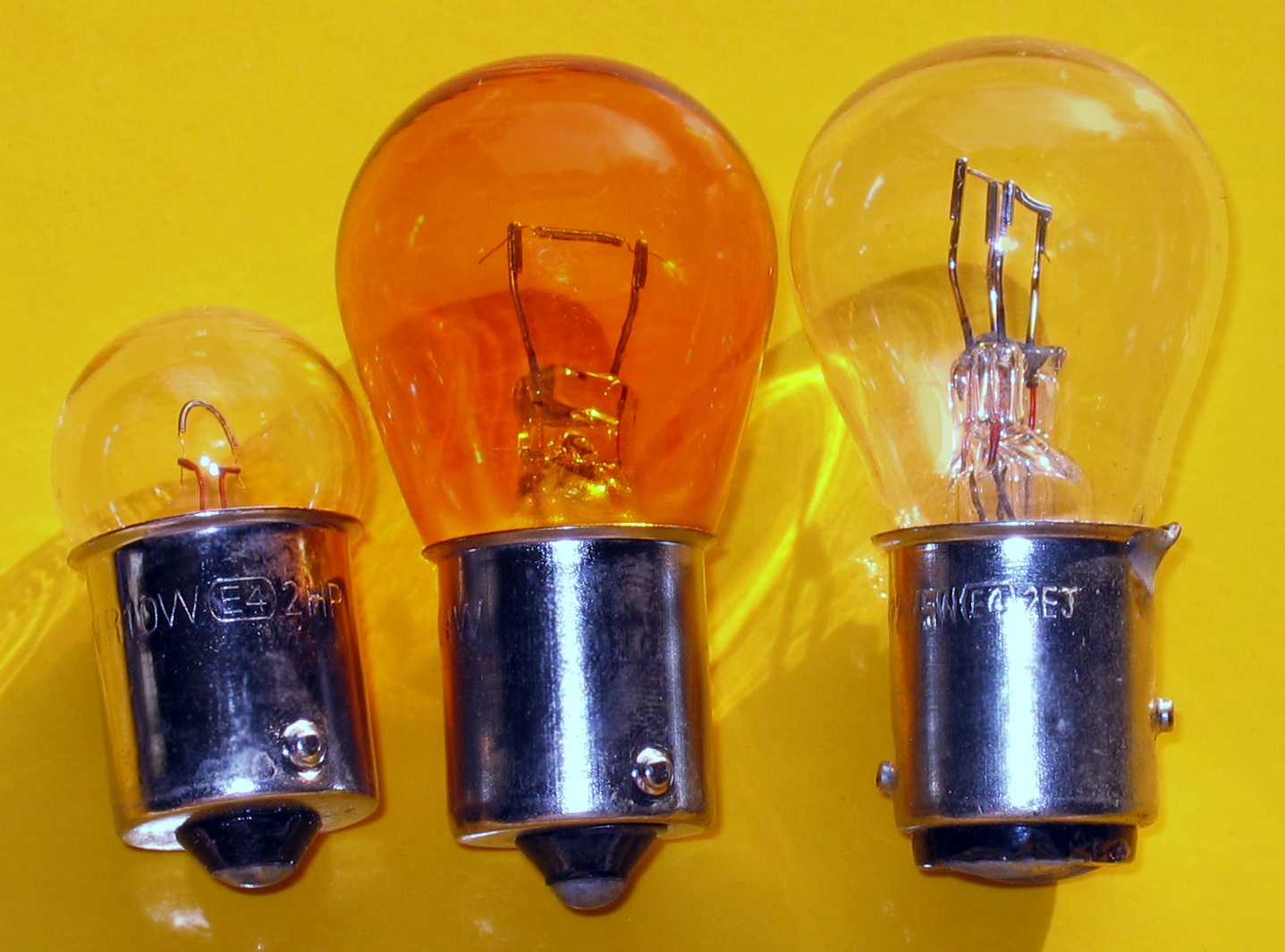
5 oder 10 W 21 W (gelb) 21 / 5 W zweifaden
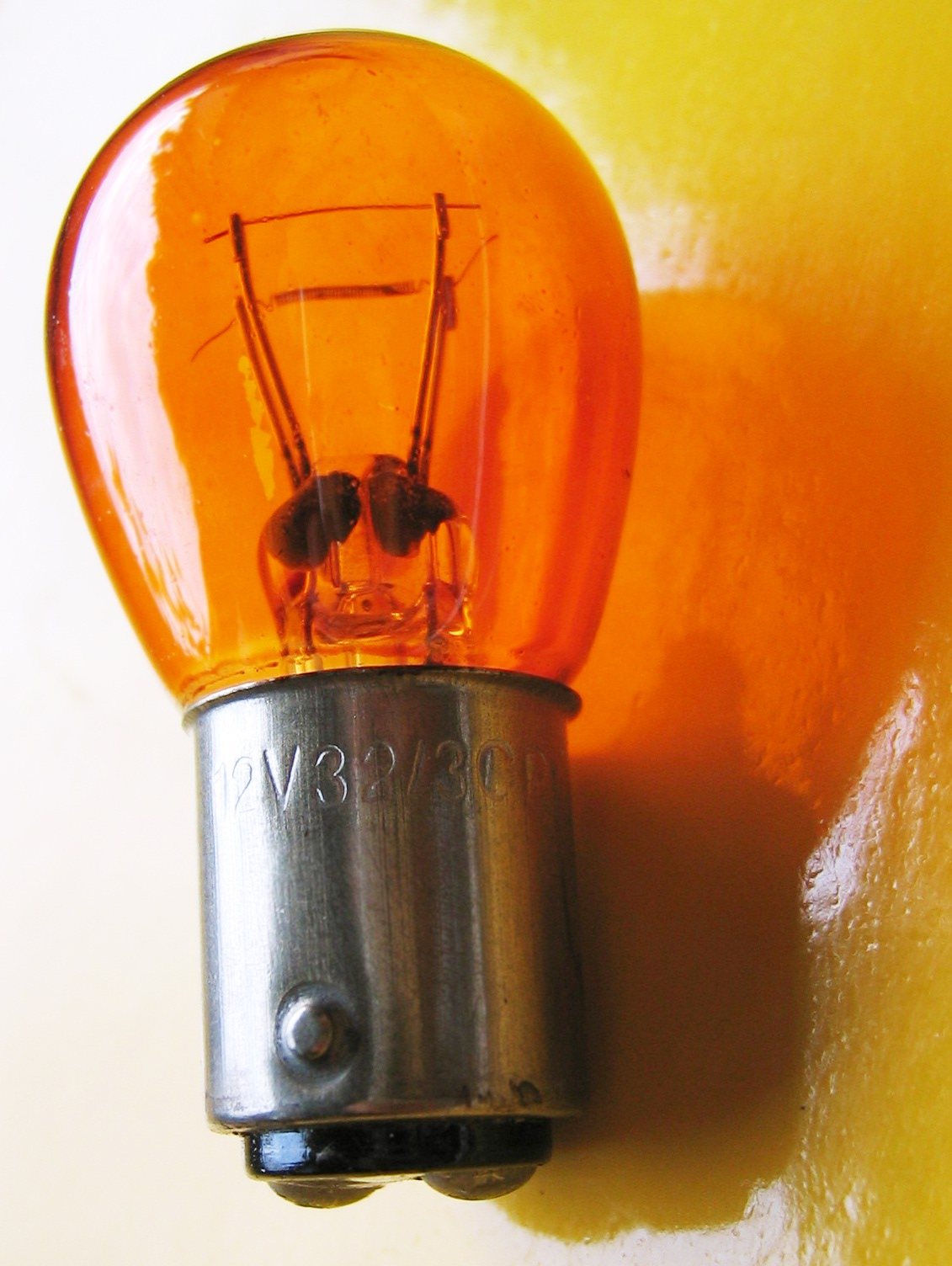
US-Glühlampe 32 W, Type: 1157NA, zweifaden, gelb (natural amber)
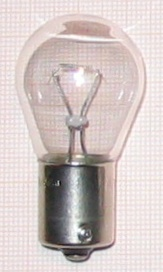
21-W-Lampe
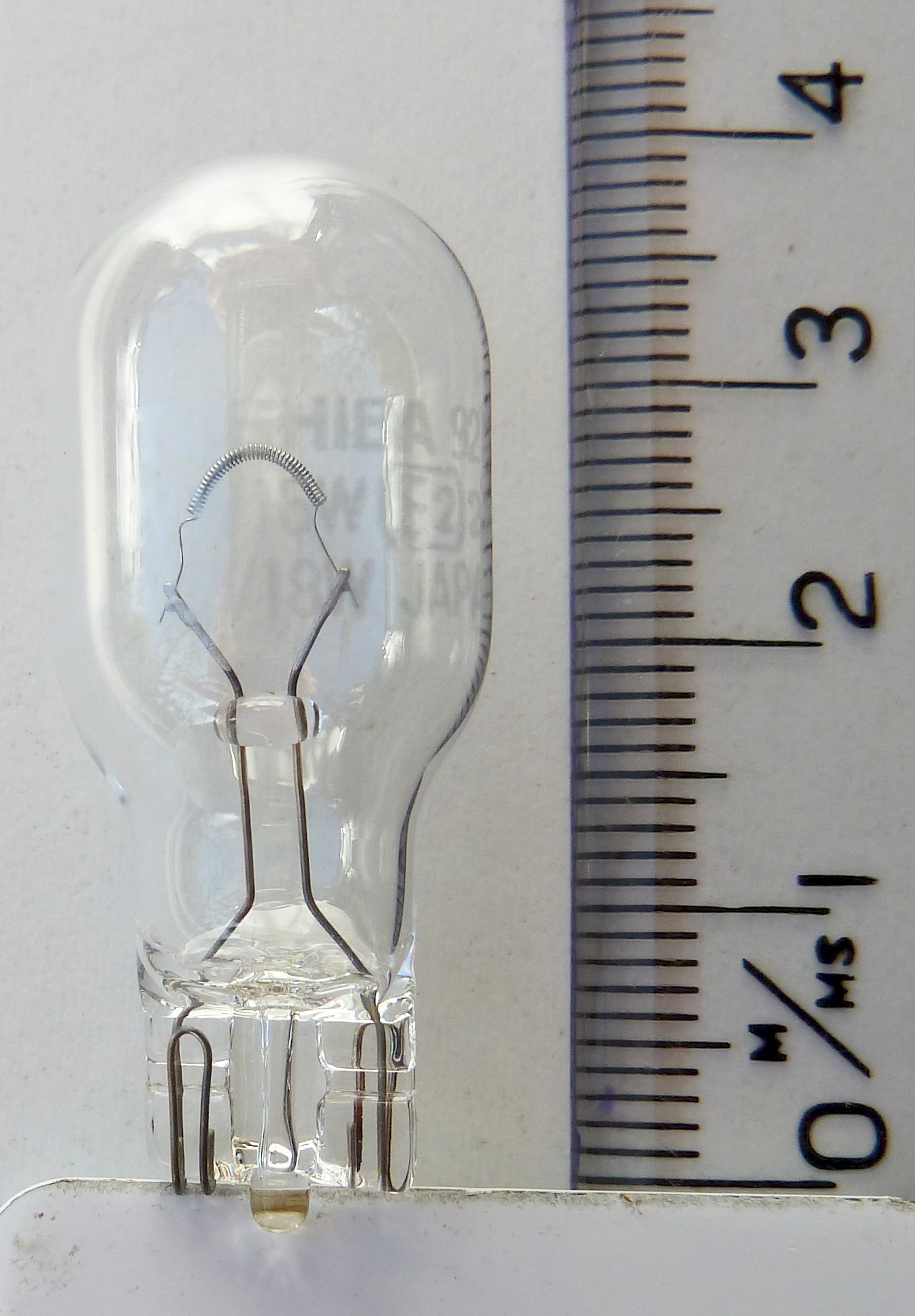
W16W-Lampe mit 16 W
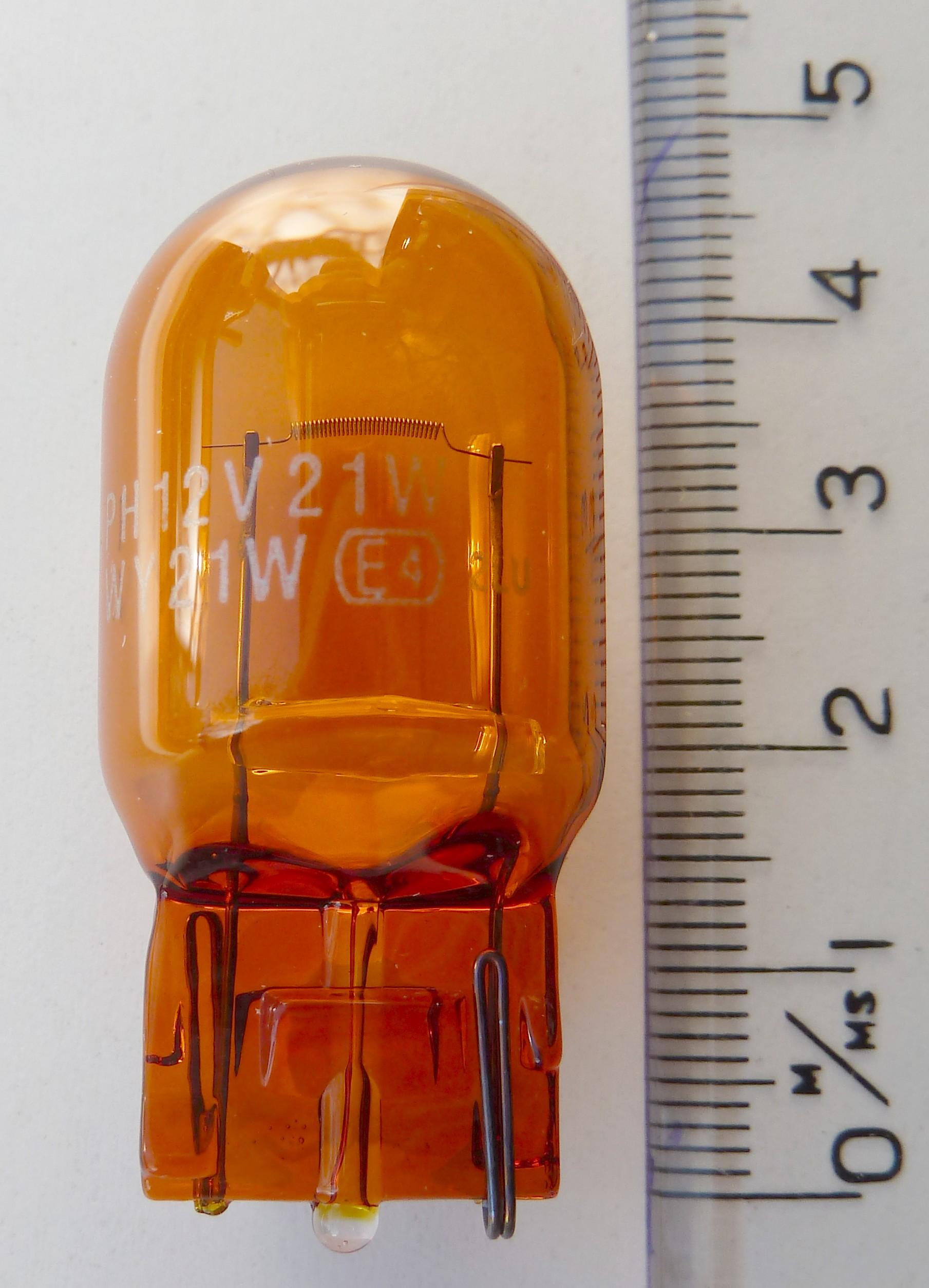
WY21W-Lampe 21 W gelb für Signal (Blinker, Bremslicht), auch mit Pulsweitenmodulation als Schlusslicht im Bremslicht
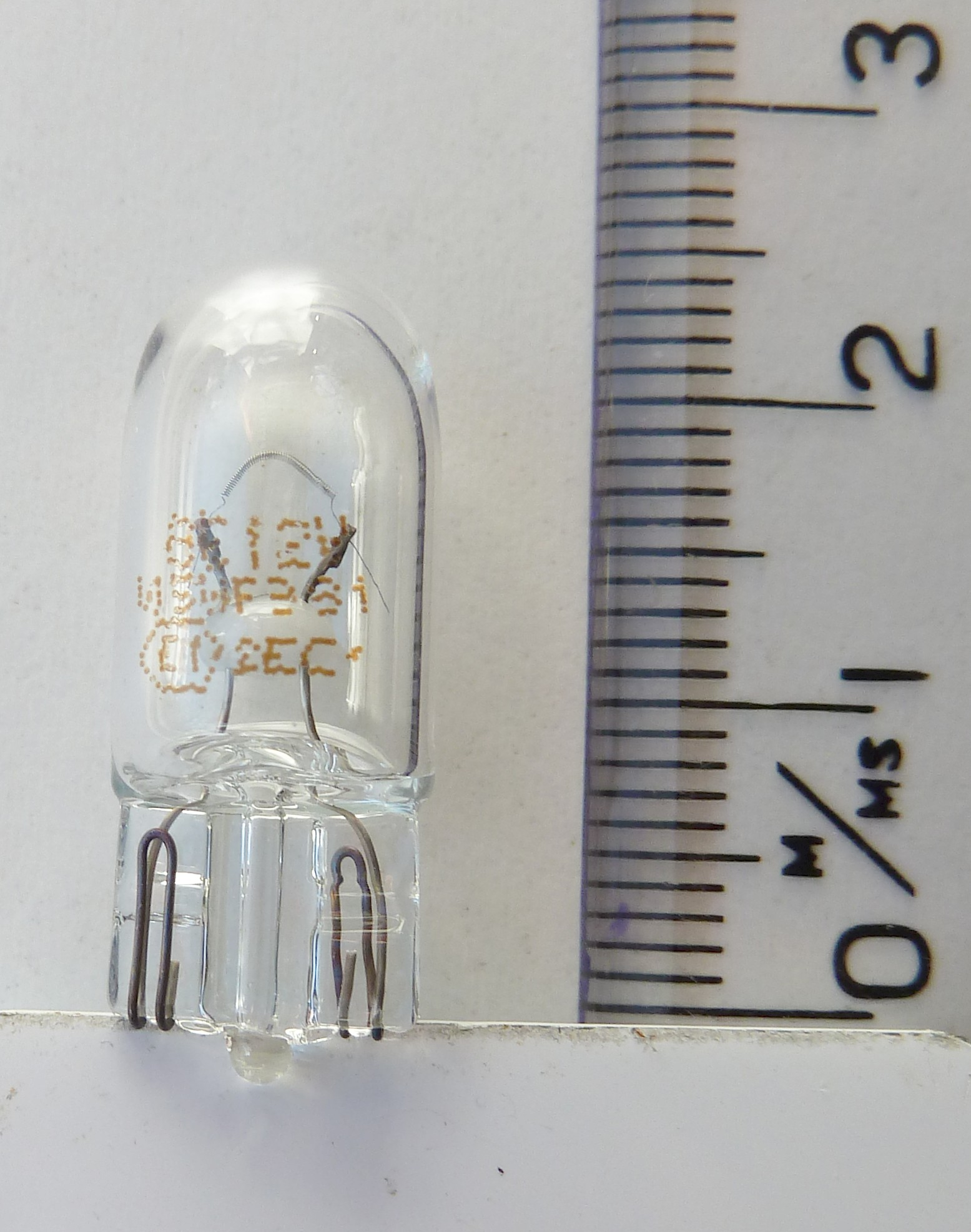
W5W-Lampe, 5 W für Schlusslicht und Markierung

Während bereits ab Mitte der 1990er Jahre Leuchtdioden als dritte Bremsleuchte oberhalb oder hinter der Heckscheibe Verwendung fanden, dauerte es bis Anfang der 2000er Jahre bis erstmals LEDs in der Rückleuchte mit eingesetzt wurden. Vorteile der LED-Leuchten sind eine sehr hohe Lebensdauer, die theoretisch ein Fahrzeugleben beträgt, und die wesentlich geringere Energieaufnahme. Problematisch ist die Verwendung von LEDs, wenn mehrere Funktionen (meist Rück- und Bremslicht) mit demselben Leuchtmittel realisiert werden und dafür eine – in Glühlampenausführung unproblematische – langsame Pulsweitenmodulation benutzt wird, um die geforderten unterschiedlichen Helligkeiten zu erzeugen. Während Glühlampen durch die Trägheit des Glühfadens eine praktisch kontinuierliche Lichtabgabe haben, leuchten LEDs nur während der Einschaltphase. Das führt bei schnellen Augenbewegungen (Mikrosakkaden) dazu, dass die Rücklichter nebeneinander auf der Netzhaut abgebildet und nicht mehr immer als ein Objekt wahrgenommen werden (Perlschnureffekt). Die Wahrnehmung dieses Effekts und die damit verbundene Ablenkung vom Verkehrsgeschehen ist von Mensch zu Mensch unterschiedlich (ähnlich Regenbogeneffekt). Das Problem wäre einfach durch höhere Pulsfrequenzen lösbar, was aber aufwendigere (= teurere) EMV-Maßnahmen nach sich zieht.
Verstärkt wird dieser Effekt, wenn die einzelnen LEDs hohe und ungleichmäßige Leuchtdichten haben.
Rückleuchten sind Zukaufteile. Hersteller solcher Einheiten sind vor allem Unternehmen wie
- Hella, Odelo, Automotive Lighting, Jokon, Gebra und GEKA aus Deutschland,
- Magneti Marelli aus Italien,
- Valeo aus Frankreich,
- Koito und Ichikoh aus Japan,
- TRW Automotive und Visteon aus den USA,
- Lucas aus Großbritannien sowie
- TYC aus Taiwan

Die Automobilhersteller erarbeiten zusammen mit den Lieferanten eine funktionsfähige Leuchte, die den Gesetzesanforderungen entspricht und den Designwünschen des Fahrzeugherstellers angepasst ist.